# Caragana densa
Caragana densa är en ärtväxtart som beskrevs av Vladimir Leontjevitj Komarov. Caragana densa ingår i släktet karaganer, och familjen ärtväxter. Inga underarter finns listade i Catalogue of Life.